# Жінки в археології

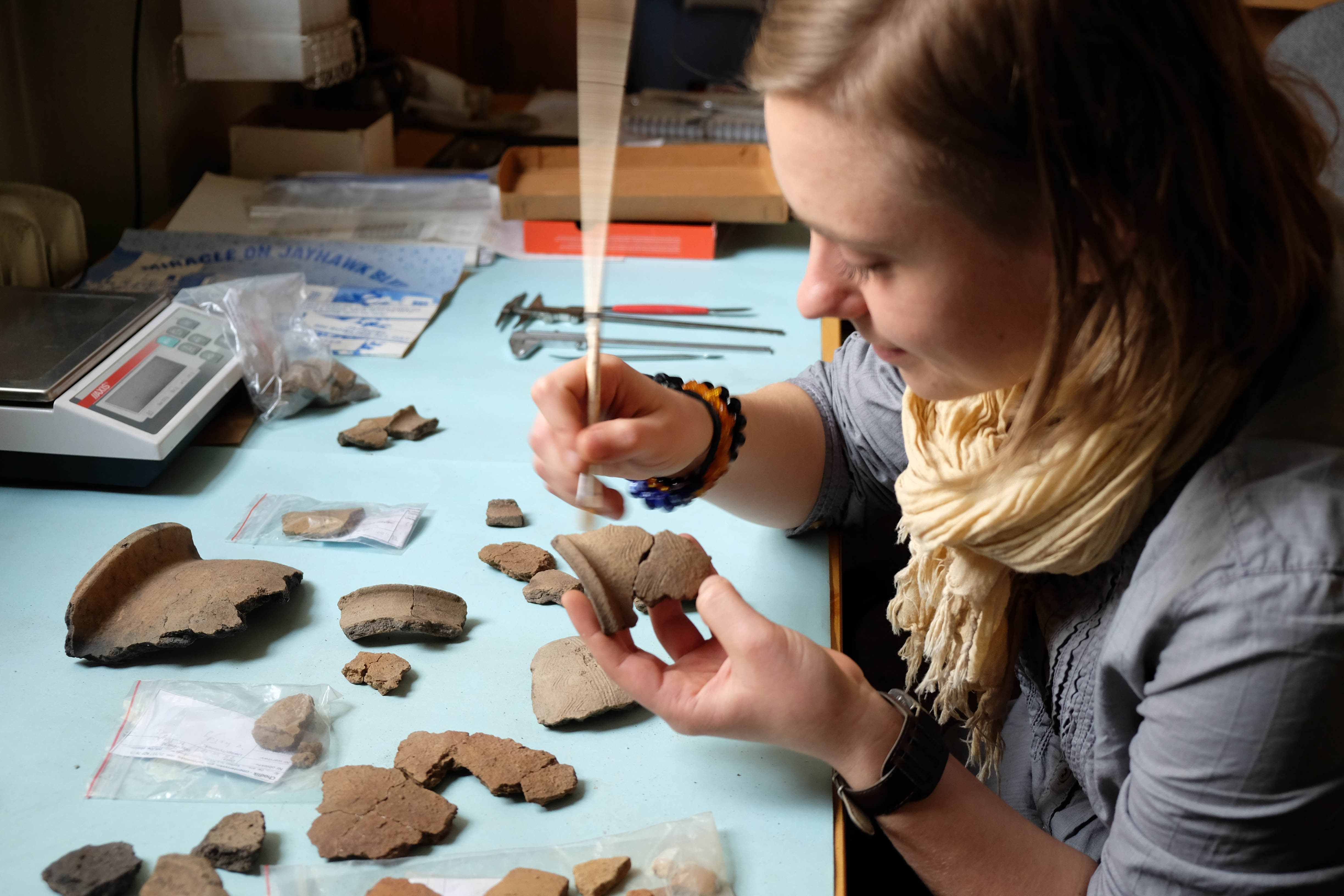
Експертка Ходліцької археологічної місії працює зі знахідками з ранньосередньовічних поховань

Жінки в археології — це аспект історії археології та жінок у науці загалом. У дев'ятнадцятому столітті жінок не заохочували цікавитися археологією, однак протягом ХХ століття участь і визнання досвіду дослідниць зросли. Проте жінки в археології стикаються з дискримінацією, а багато з них з переслідуваннями та сексуальним насильством на робочому місці.

## Історія

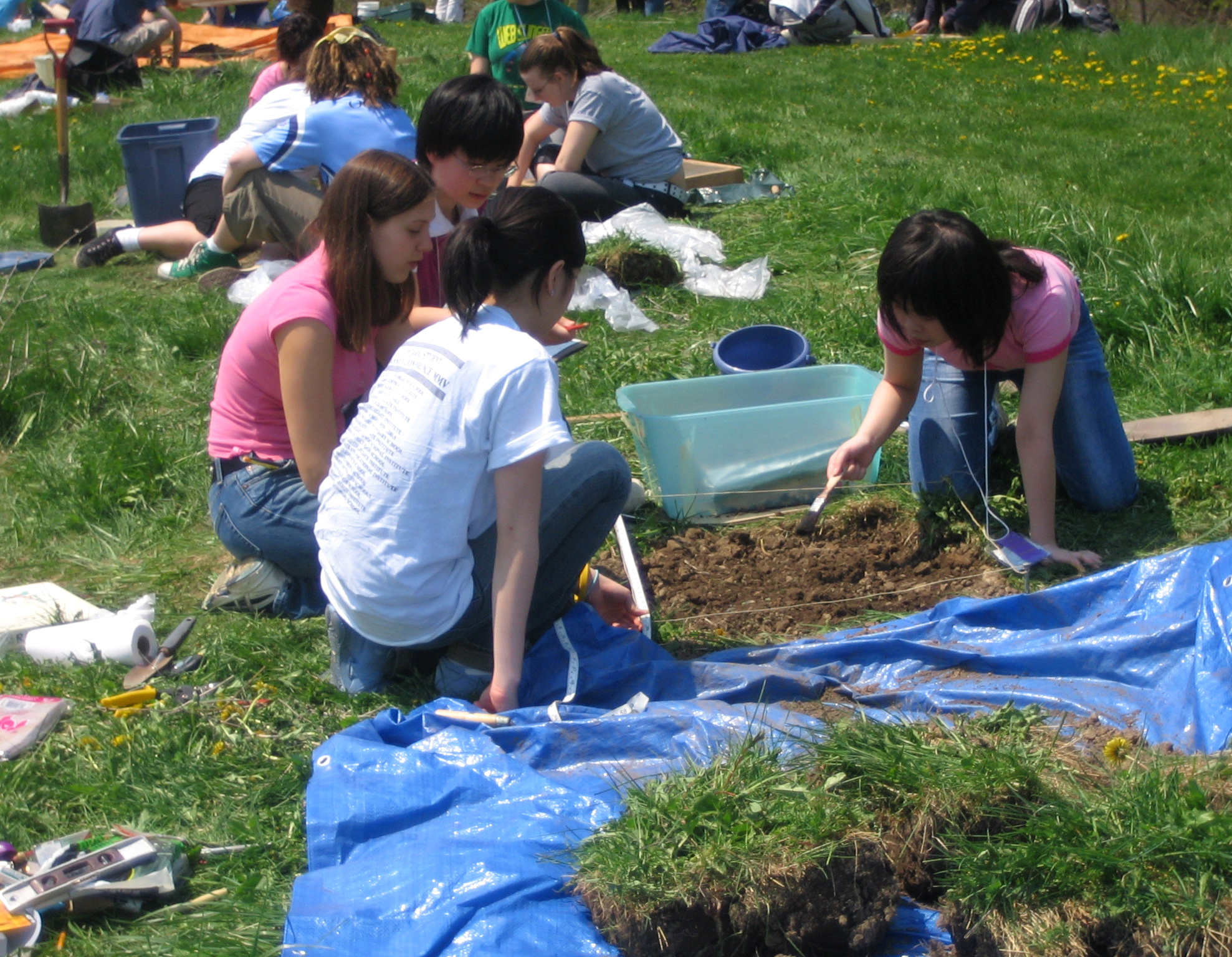
Археологічні розкопки на класичній студентській конференції Онтаріо.

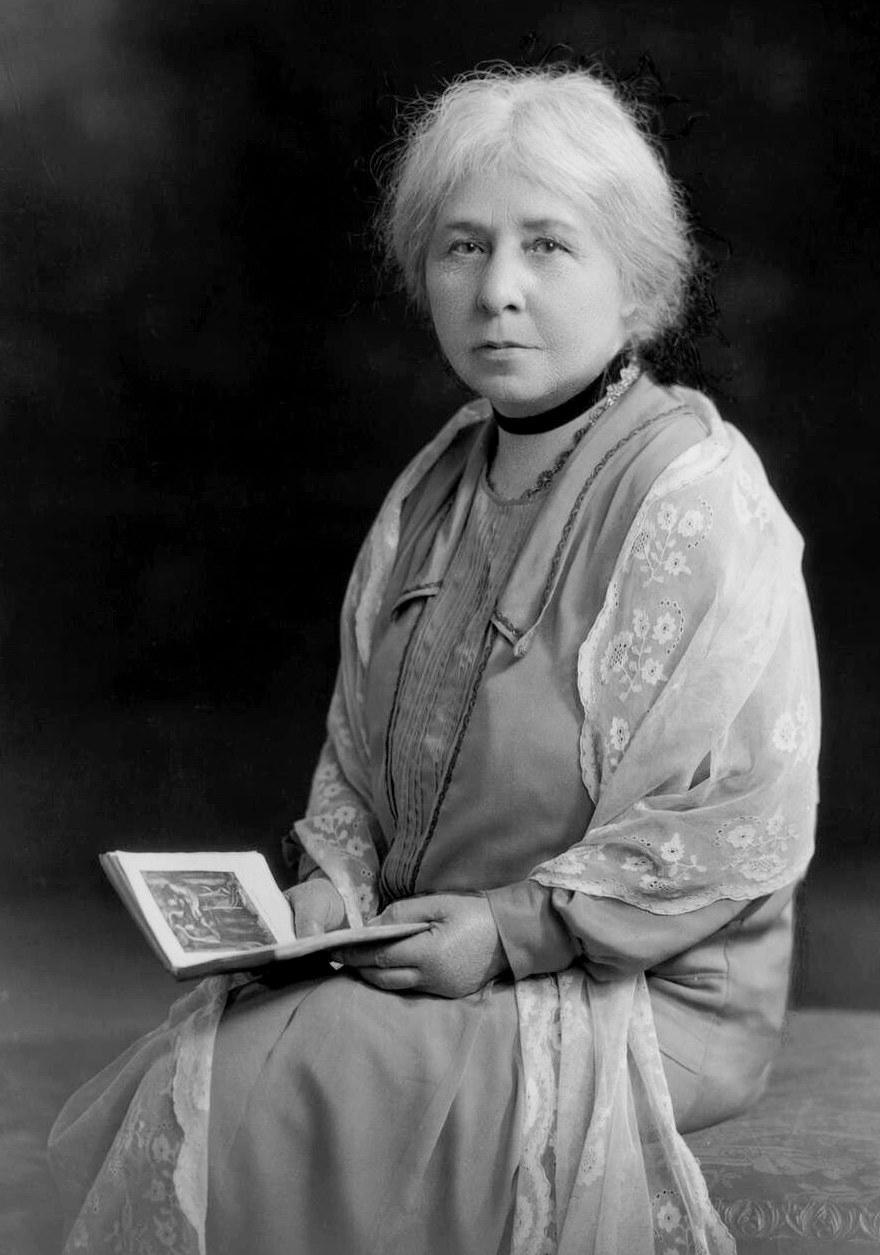
Маргарет Мюррей (1863—1963), перша жінка-викладачка археології у Сполученому Королівстві

Як професійна галузь дослідження, археологія спочатку була створена як академічна дисципліна в дев'ятнадцятому столітті та, як правило, розвивалася серед людей, які займалися вивченням старожитностей.  До вікторіанської ери жінки в Канаді, Великій Британії та США рідко займалися професійною археологією (хоча в той час археологія була не стільки професією, скільки практикою заможних людей, з працівниками, оплачуваними за розкопки).
Участь жінок у цій галузі не заохочували як чоловіки, так і суспільний тиск. Навіть після того, як вони почали виходити в поле, небажання колег-чоловіків прийняти їх на роботу на місцях спонукало багатьох жінок вибирати ролі поза академічним середовищем, шукаючи посади в музеях або в асоціаціях збереження культурної спадщини. У Європі жінки часто вступали в дисципліну як партнерки в дослідженні зі своїми чоловіками або щоб дізнатися про культуру, коли їхніх партнерів відправляли на колоніальні форпости чи місіонерські поля.
З середини 1850-х років жіночі вищі навчальні заклади почали пропонувати окремі курси для жінок, а в 1870-х роках кілька європейських країн відкрили університетські навчальні програми для жінок. Хоча жінок приймали до вивчення археології, їх рідко вважали рівними й часто не допускали до престижних товариств або не дозволяли завершити навчання в цій галузі. Шведська вчена-археолог Ганна Рід була винятком, як і французька вчена-археолог Мадлен Колані, але більш типовими були важка боротьба таких жінок, як Едіт Голл Доган, Гаррієт Бойд Гоуз, Маріна Пиказо, Ежені Селлерс Стронг та Бланш Е. Вілер, за виконання проєктів розкопок.  Більш типово, такі жінки, як німецька вчена-археолог Йоганна Месторф, яка працювала кураторкою музею та науковицею; таких письменниць, як британська єгиптолог Амелія Едвардс, дослідниця перської культури Гертруда Белл і французька дослідниця персів Жан Дьєлафуа, які подорожували та писали про розкопки під час своїх подорожей; Тесса Вілер, що допомагала своєму чоловікові, складаючи звіти та збираючи гроші, були піонерками серед жінок в археології.
На рубежі ХХ століття такі британки, як Ежені Селлерс Стронг, яка викладала в Археологічному інституті Америки та Британській школі в Римі, і Маргарет Мюррей, яка читала лекції в Університетському коледжі Лондона, почали поповнювати лави співробітників університету. На час Першої світової війни більшість жінок, які працювали в археології, працювали в музеях. Серед відомих кураторів-археологів або директорів музеїв — данка Марія Могенсен, гречанка Семні Карузу та іспанки Concepción Blanco Mínguez і Ursicina Martínez Gallego. Щоб викроїти власні ніші, жінки зазвичай зосереджувались на дослідженнях поблизу місця свого проживання чи рідної культури, або проводили дослідження предметів побуту, які зазвичай ігнорували чоловіки. Наприклад, Марія Ґімбутас зосереджувалася на східноєвропейських темах навіть після переїзду до США;  Ланьєр Сіммонс, яка хотіла вивчати культуру мая, через сімейні зобов'язання зрештою почала досліджувати ближче до дому;  Гаррієт Бойд зосередилася на побутових предметах і посуді. Гречанка Анна Апостолакі, данка Маргрете Галд, іспанка Felipa Niño Mas і шведка Агнес Гейер стали експертками з текстилю; данка Елізабет Мунксгаард зосереджувалася на одязі, а норвежка Шарлотта Бліндхейм вивчала костюми та прикраси вікінгів. Кераміка та мистецтво також були темами, на яких жінки зосереджувалися.
До 1970-х років навіть таких жінок, як Ґертруда Катон-Томпсон, Гільда Петрі та Елізабет Ріфшталь, піонерок єгиптології, які зробили видатний внесок у цю галузь, не включали в збірники експертів, які працювали в цій галузі. Якщо про жінок узагалі згадували, їхні ролі применшували. Під час Нового курсу Управління прогресу робіт спонсорувало розкопки на курганах в Алабамі, Джорджії та Північній Кароліні, що дозволяло жінкам кольору і жінкам із робітничого класу брати участь в археологічних роботах; однак класові та расові визначення жіночності обмежували[уточнити] широку участь білих жінок, які, як правило, зосереджувалися на участі в аматорських організаціях. 

## Археологічна консервація

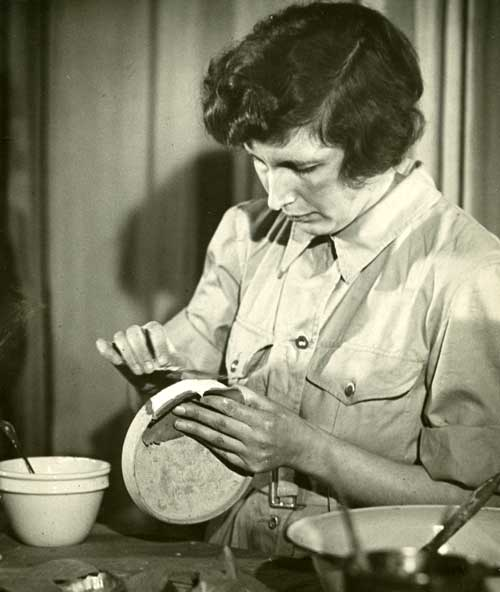
Йоне Гедьє (1907—1990) створила відділ збереження в Інституті археології UCL

У офіційному процесі збереження археологічних об'єктів у західних музейних середовищах з 1880-х років домінували вчені та техніки чоловічої статі. Проте консервацією об'єктів на місцях і в навчальних закладах переважно займалися жінки, часто дружини та родичі чоловіків-археологів. Ці експертні внески в археологічну практику теж були виключені з офіційних публікацій і записів проведених археологічних робіт. 
З 1937 по 1959 рік в Інституті археології в Сент-Джонс-Лодж, Ріджентс-Парк, досвід перших жінок-реставраторок застосовувався та вдосконалювався. Коли Інститут археології переїхав на Гордон-сквер у 1959 році, програма навчання консервації була створена Йоне Гедьє, яка продовжувала викладати в інституті з 1937 по 1975 рік.
Предмети, які оброблялися в Лоджі, лягли в основу колекцій Інституту археології, у тому числі колекції Петрі Палестина. Ці колекції сприяли становленню Інституту археології як міжнародного центру археологічних досліджень.

## Сучасні проблеми

### Історія жінок у дисципліні
Критичний аналіз ролі жінок в археології від професіоналізації цієї дисципліни в 19 столітті до наших днів є надзвичайно важливим завданням. Хоча є деякі публікації на цю тему, можна сказати, що загалом ми мало знаємо про це, і що відсутність жінок в історії археології має спонукати нас терміново замислитися над тим, як пишуться дисциплінарні хроніки.

### Скляна стеля
Статистика показує, що жінки стикаються зі скляною стелею в академічній археології. Сью Гамільтон, директор Інституту археології UCL, зазначила, що 60–70 % студентів і аспірантів інституту були жінками, як і більшість його постдокторських дослідників. Проте частка жінок серед постійного академічного персоналу ніколи не перевищувала 31 %. Жінки дедалі менше представлені в кожній науковій ланці в інституті: 38 % викладачів є жінками, 41 % старших викладачів, 17 % читачів і лише 11 % професорів.  Дослідження 2016 року виявило подібну закономірність в австралійських університетах. Хоча 41 % вчених-археологів були жінками, спостерігався дисбаланс у представництві жінок у наукових стипендіях (67 %) порівняно з викладачами вищого рангу (31 %). Це дослідження виявило «дворівневу» скляну стелю: жінки мали меншу ймовірність отримати постійні посади, а тим, хто це зробили, було важче просунутися до вищих чинів. 1994 року лише близько 15 % археологів, які працювали в 30 найкращих академічних закладах у цій галузі, були жінками.
З іншого боку, саме в академічній археології жінки вперше розбили скляну стелю в ряді британських університетів. Дороті Гаррод була першою жінкою, яка очолила кафедру (з будь-якого предмета) в Кембриджському або Оксфордському університетах, бувши призначеною професоркою археології Діснею в Кембриджі 1939 року. Під час Другої світової війни Кетлін Кеньйон виконувала обов'язки директора Інституту археології Лондонського університету. Розмарі Крамп була першою жінкою, яка очолила кафедру Даремського університету, ставши професоркою археології у 1971 році.

### Сексуальні домагання та насильство
2014 року Survey Academic Field Experiences (SAFE) опитало майже 700 вчених щодо їхнього досвіду сексуальних домагань та сексуального насильства під час польової роботи. Опитування було спрямоване на польових дослідниць із низки дисциплін (наприклад, антропології, біології), але найбільшу групу респонденток становили особи з галузі з археології. Опитування підтвердило, що сексуальні домагання та насильство є «системними» проблемами на місцях: 64 % респонденток та респондентів повідомили, що вони особисто стикалися з домаганнями, а 20 % — що вони особисто зазнавали сексуального насильства. Жінки, які становили більшість опитуваних (77,5 %), значно частіше стикалися з тим і іншим, а також частіше повідомляли, що такі випадки траплялися «регулярно» або «часто». Постраждалими майже завжди були студентки або молоді дослідниці, а кривдники, швидше за все, були старшими членами дослідницької групи, хоча переслідування та напади з боку однолітків і членів місцевих громад також були відносно поширеними. Досвід, про який повідомлялося, варіювався від «ненавмисної відчуженої поведінки» до небажаних сексуальних домагань, сексуального насильства та зґвалтування. Автори опитування SAFE підкреслили значний негативний вплив такого досвіду на задоволеність роботою, результативність, кар'єрне зростання, фізичне та психічне здоров'я постраждалих. 

## Видатні археологині
- Лінда Брейдвуд (1909—2003), США, близькосхідна археологія[31]
- Маріан Е. Вайт (1921—1975), США, народ Ері, нейтральна нація, Венрохронон[5]
- Сесілі Маргарет Гвідо (1912—1994), Велика Британія, доісторичні поселення[32]
- Гаррієт Бойд Гоуз (1871—1945), США, мінойська та середземноморські культури[33]
- Марія Гімбутас (1921—1994), Литва/США, культури неоліту та бронзової доби Старої Європи та курганська гіпотеза
- Дороті Кросс Дженсен (1906—1972), [5] США, Ірак і корінне населення Нью-Джерсі[34]
- Керолайн Дормон (1888—1971), [5] США, корінне населення Луїзіани[35]
- Едіт Гол Доган (1877—1943), США, етруська та середземноморські цивілізації[36]
- Гертруда Катон-Томпсон (1888—1985), Велика Британія, єгиптологія[19]
- Грейс Кроуфут (1879—1957), Велика Британія, археологічний текстиль[37]
- Фредеріка де Лагуна (1906—2004), США, корінні культури Аляски[38]
- Семні Карузу (1897—1994), Греція, класична археологія[39]
- Мері Батлер Льюїс (1903—1970), США, Гудзонова долина[5]
- Маргарет Мюррей (1863—1963), Індія/Великобританія, єгиптологія[37]
- Гільда Петрі (1871—1957), Ірландія, єгиптологія[37]
- Дороті Попено (1899—1932), Велика Британія, майя Гондурасу та доколумбова ера[5]
- Тетяна Проскурякова (1909—1985), Росія/США, гватемальські та мексиканські майя[40]
- Елізабет Ріфшталь (1889—1986), США, єгиптологія[19]
- Доріс Стоун (1909—1994), передісторія США, Коста-Ріки та Гондурасу[41]
- Сара Йорк Стівенсон (1847—1921), США, єгиптологія та Близький Схід
- Чжен Чженьсян (нар. 1929), Китай, династія Шан[42]

## Галерея

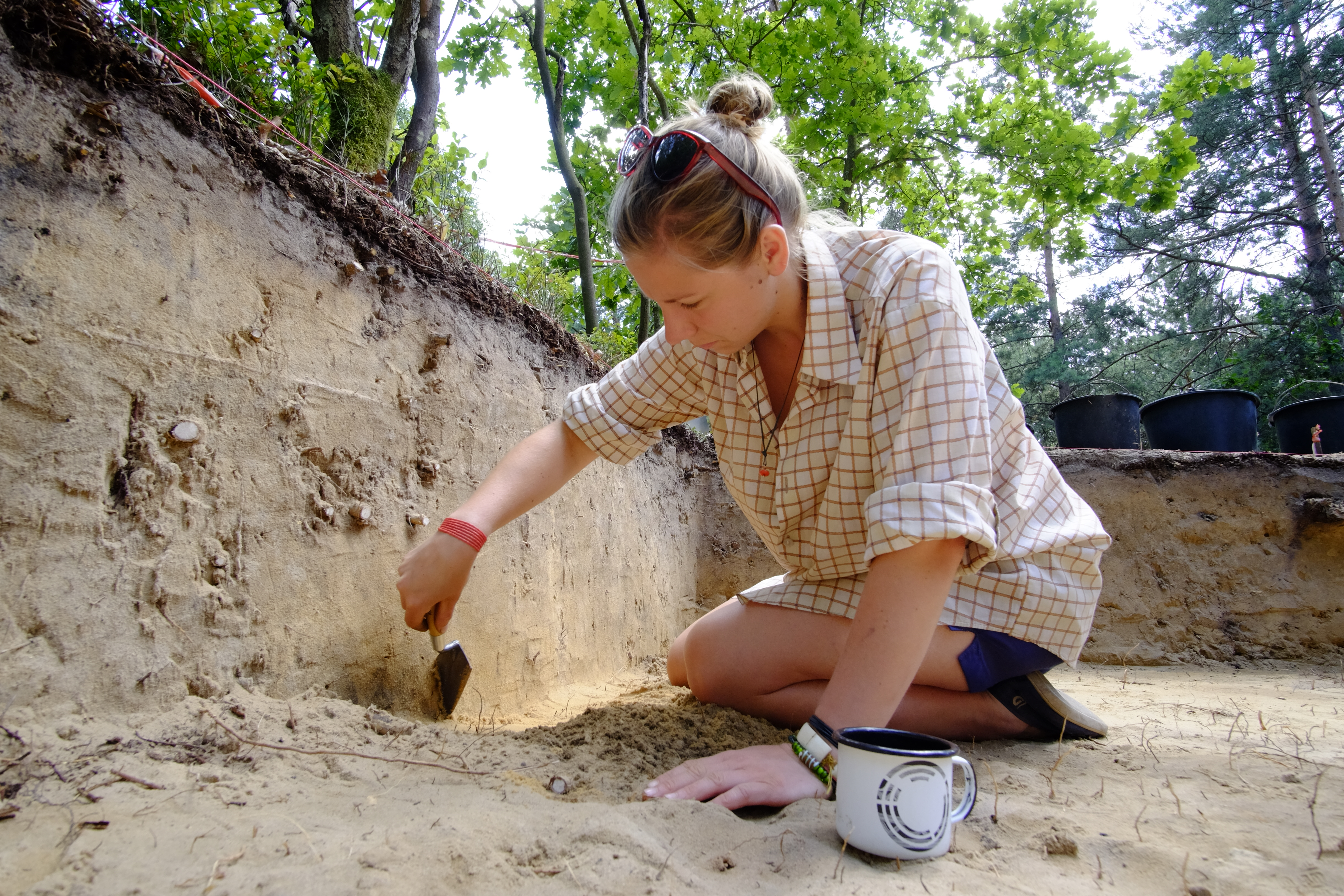
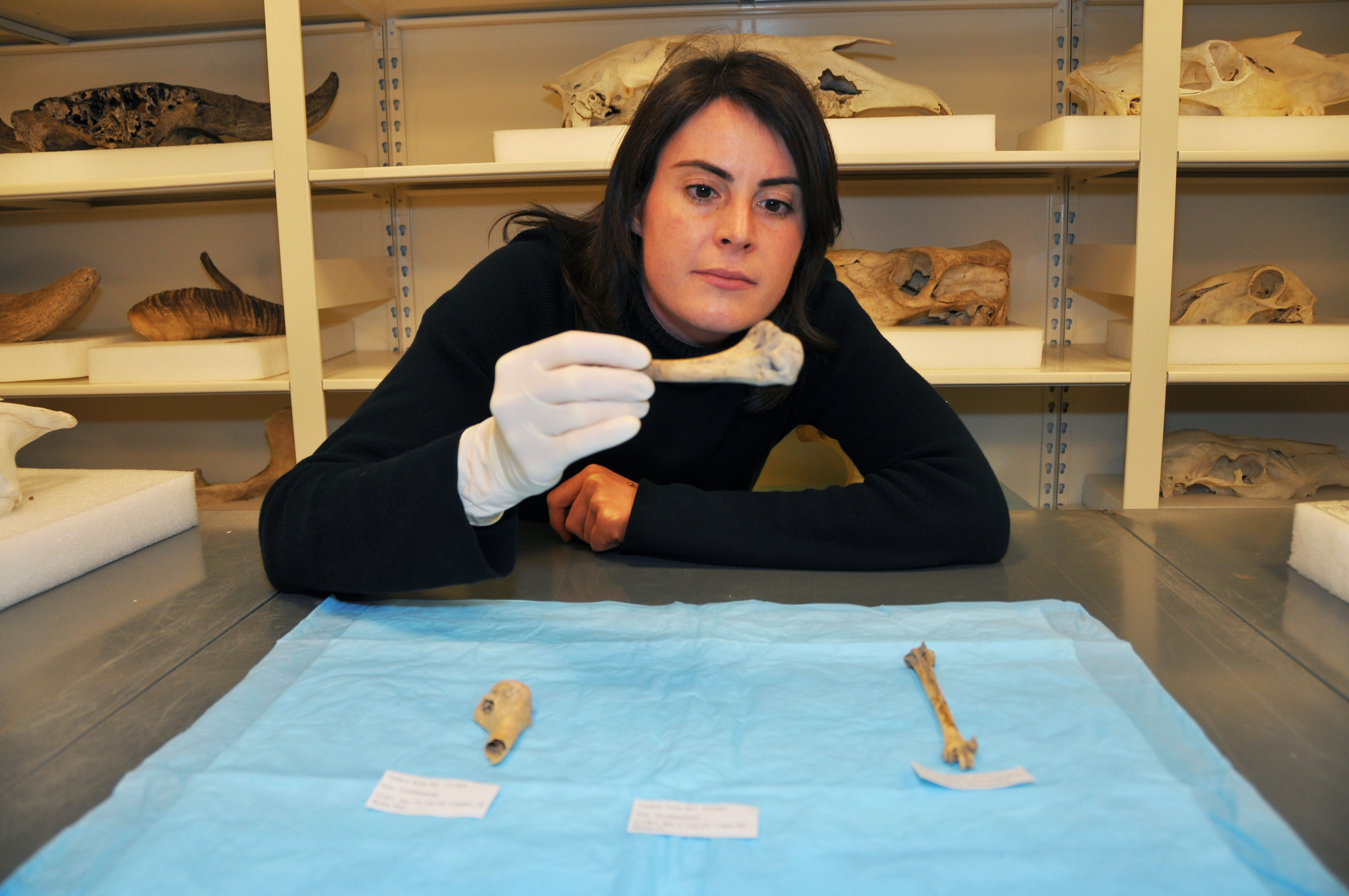
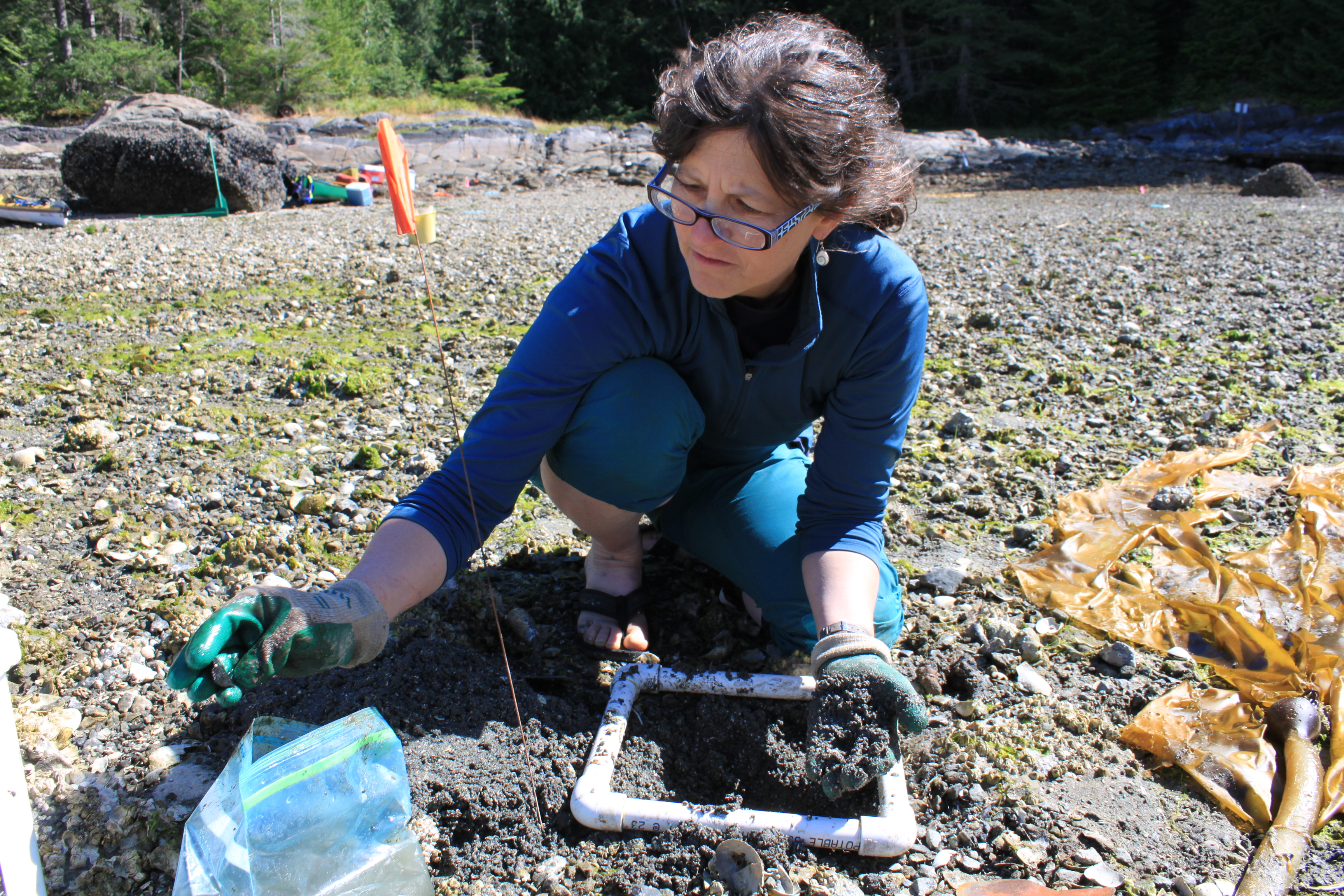
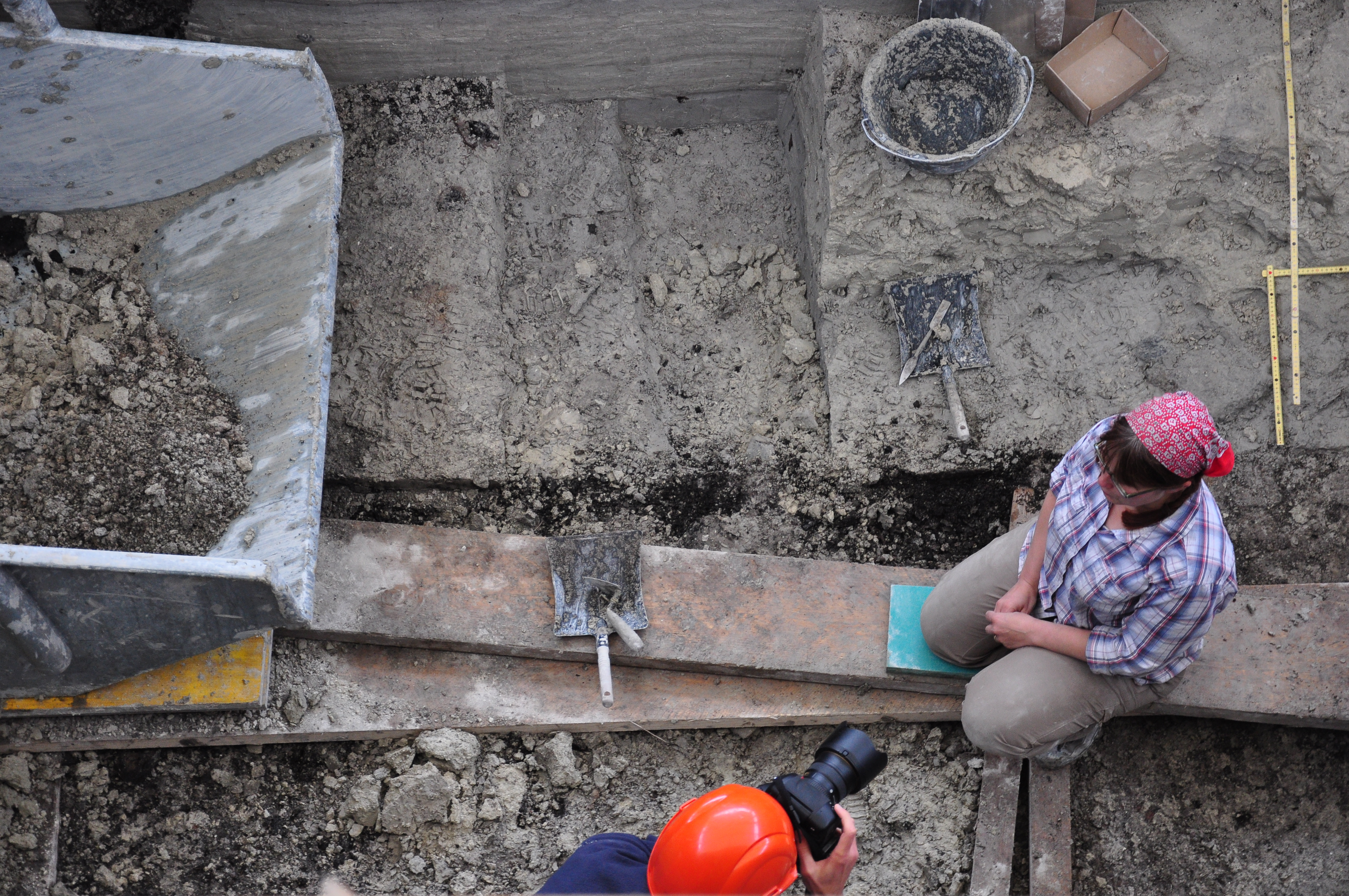
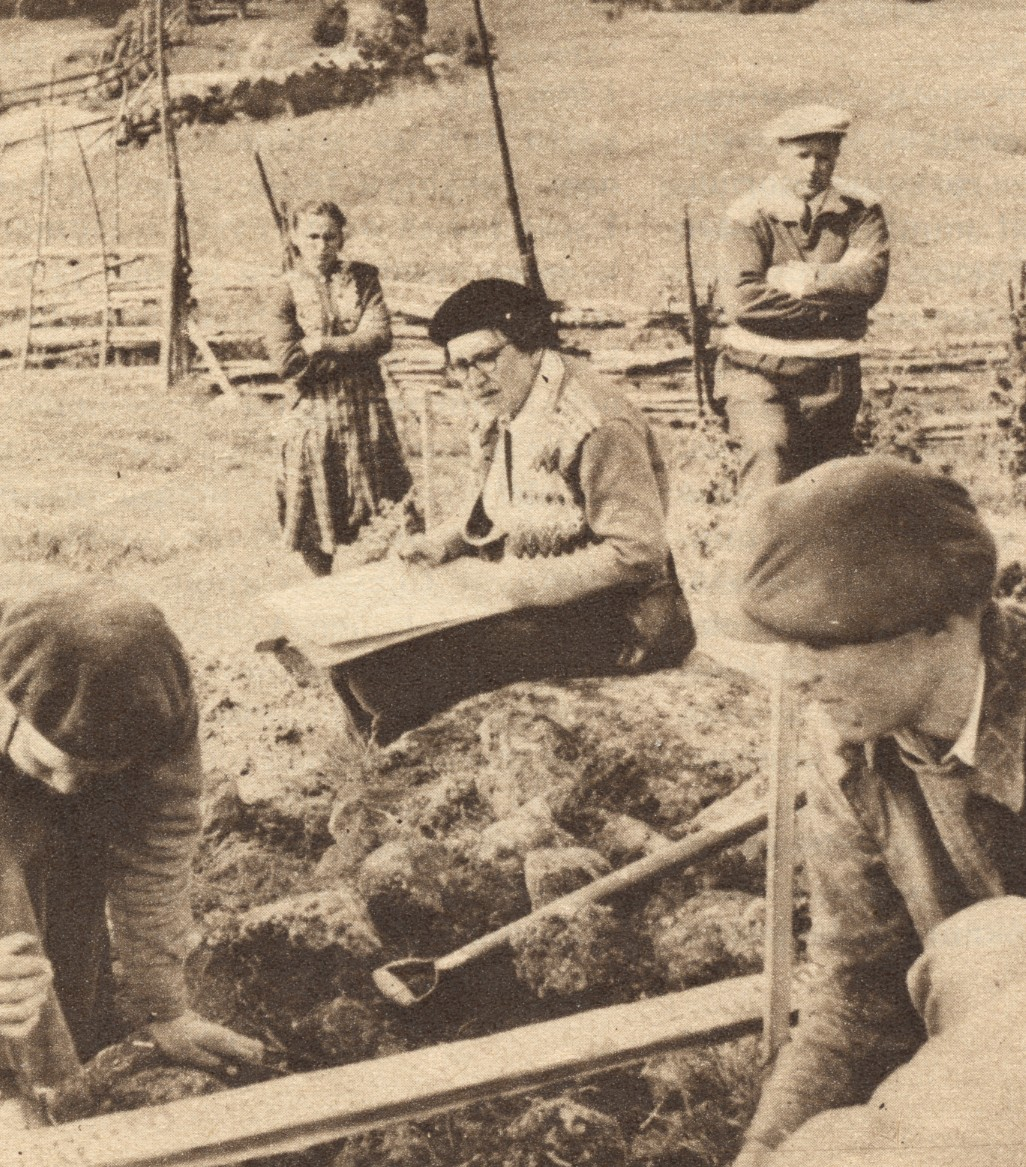
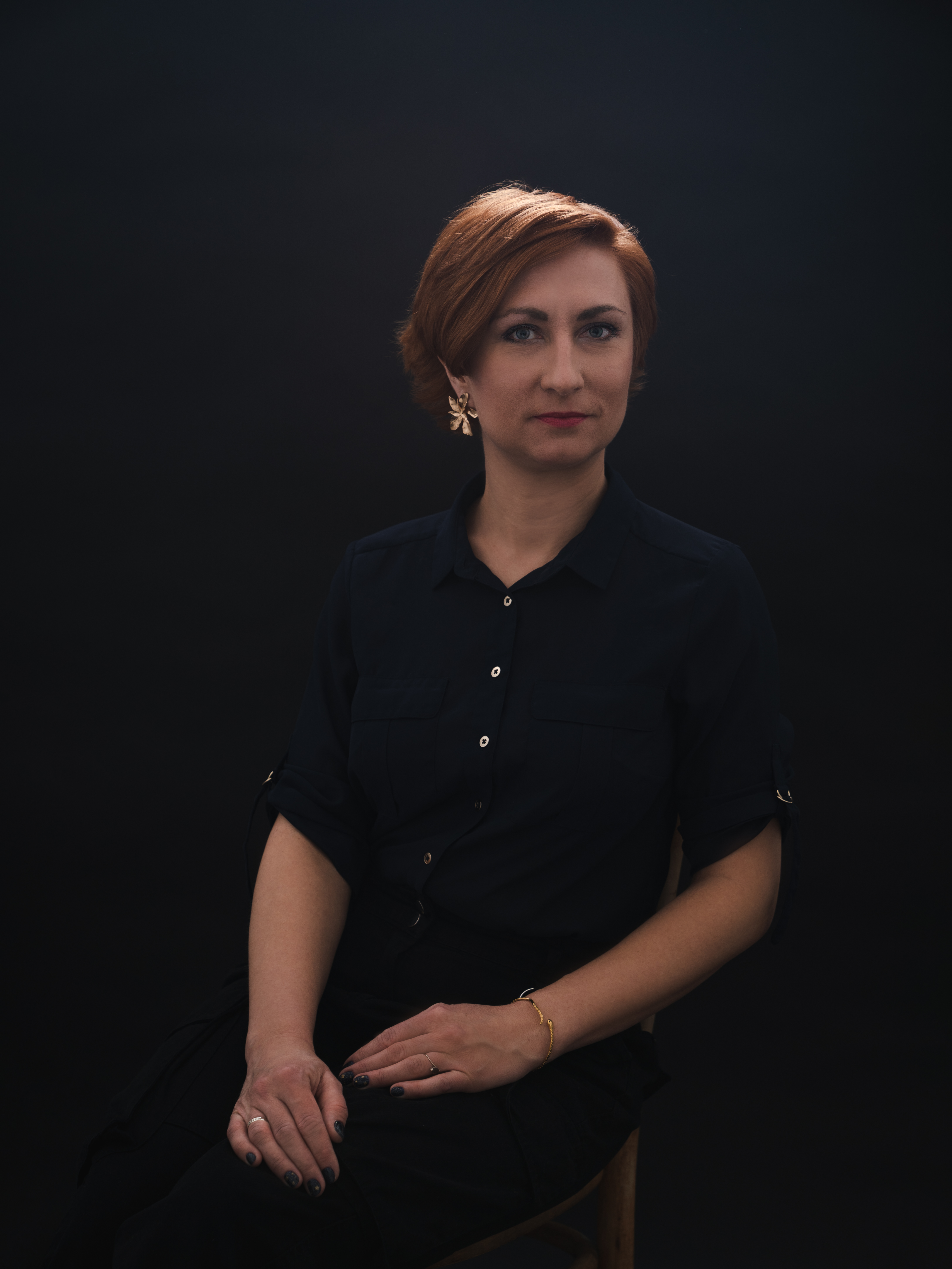
Марцена Озарек-Шілке, відома польська єгиптологиня і біологічна антрополог, відкрила єдину відому мумію вагітної жінки